# Walton (Wakefield)
Pour les articles homonymes, voir Walton.
Walton est un village et une paroisse civile du Yorkshire de l'Ouest, en Angleterre.